# Porcupine (album)
Pour les articles homonymes, voir Porcupine.
Albums de Echo and the Bunnymen
Heaven Up Here
(1981) Ocean Rain
(1984)
Singles
1. The Back of Love
Sortie : 21 mai 1982
2. The Cutter
Sortie : 14 janvier 1983

Porcupine est le troisième album studio du groupe britannique Echo and the Bunnymen sorti le 4 février 1983. Il entre directement à la deuxième place des charts britanniques.
Deux titres en sont extraits en singles qui ont précédé sa sortie : The Back of Love en mai 1982 et The Cutter en janvier 1983.
L'album est réédité en 2003 en version remastérisée avec sept titres supplémentaires. 
Porcupine est cité dans l'ouvrage de référence de Robert Dimery Les 1001 albums qu'il faut avoir écoutés dans sa vie.

## Liste des titres

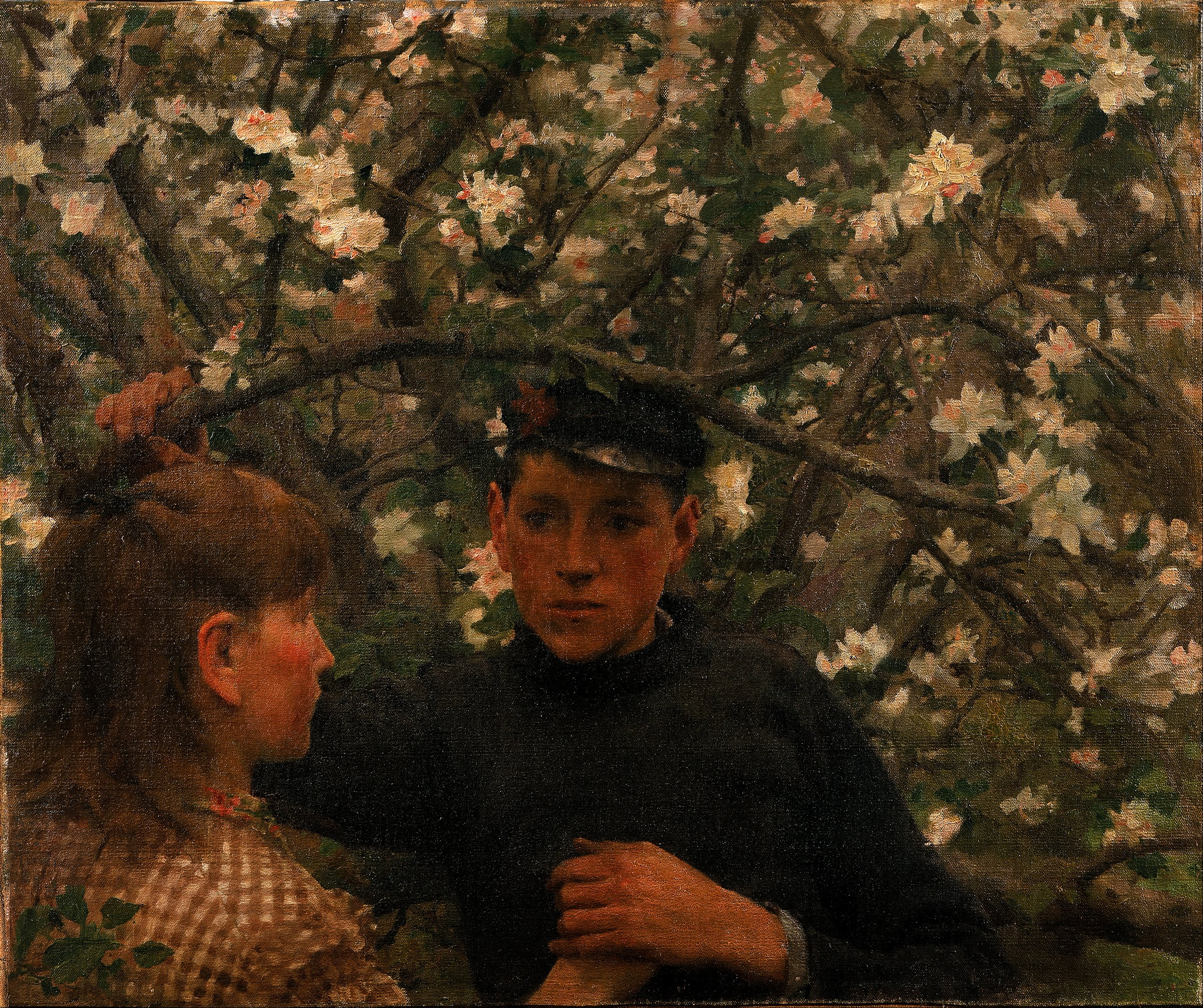
The Promise de Henry Scott Tuke a été utilisé pour la pochette du single The Back Of Love.

### Version originale
Toutes les chansons sont écrites et composées par Will Sergeant, Ian McCulloch, Les Pattinson et Pete de Freitas.
| 1. | The Cutter       | 3:54 |
| 2. | The Back of Love | 3:15 |
| 3. | My White Devil   | 4:39 |
| 4. | Clay             | 4:16 |
| 5. | Porcupine        | 5:57 |

| 6.  | Heads Will Roll  | 3:32 |
| 7.  | Ripeness         | 4:48 |
| 8.  | Higher Hell      | 5:04 |
| 9.  | God Will Be Gods | 5:26 |
| 10. | In Bluer Skies   | 4:32 |

### Version remastérisée (2003)
Liste des pistes 1 à 10 identique à l'édition originale.
| 11. | Fuel (Face B du maxi 45 tours de The Back of Love)                           | 4:05 |
| 12. | The Cutter (Version alternative)                                             | 4:08 |
| 13. | My White Devil (Version alternative)                                         | 5:03 |
| 14. | Porcupine (Version alternative)                                              | 4:04 |
| 15. | Ripeness (Version alternative)                                               | 4:42 |
| 16. | Gods Will Be Gods (Version alternative)                                      | 5:31 |
| 17. | Never Stop (Discotheque) (Version remixée du single sorti le 8 juillet 1983) | 4:45 |

## Musiciens
- Ian McCulloch – chant, guitare
- Will Sergeant – guitare
- Les Pattinson – basse
- Pete de Freitas – batterie

Musicien additionnel
- L. Shankar - cordes

## Classements hebdomadaires
| Classement (1983)             | Meilleure place |
| ----------------------------- | --------------- |
| Canada (RPM Top Albums)       | 85              |
| États-Unis (Billboard 200)    | 137             |
| Nouvelle-Zélande (RIANZ)      | 15              |
| Royaume-Uni (UK Albums Chart) | 2               |
| Suède (Sverigetopplistan)     | 24              |

## Certification
| Pays              | Certification | Unités certifiées |
| ----------------- | ------------- | ----------------- |
| Royaume-Uni (BPI) | Or            | 100 000           |